# Championnat d'Équateur de football 2004
Navigation
Saison précédente Tournoi suivant
La saison 2004 du Championnat d'Équateur de football est la quarante-sixième édition du championnat de première division en Équateur.
Dix équipes prennent part à la Série A, la première division. Le championnat est scindé en deux tournois, Ouverture et Clôture, qui détermine les qualifications pour la poule pour le titre (l'Hexagonal). Les deux tournois sont disputés sous la forme d'une poule unique, avec les trois premiers qualifiés pour l'Hexagonal. La relégation est déterminée par le classement cumulé des deux tournois.
C'est le Deportivo Cuenca qui est sacré champion après avoir terminé en tête de l'Hexagonal, avec un demi-point d'avance sur le Centro Deportivo Olmedo et un point et demi sur le tenant du titre, le LDU Quito. C'est le tout premier titre de champion d'Équateur de l'histoire du club.

## Les clubs participants
| - Sociedad Deportiva Aucas - Barcelona Sporting Club - Deportivo Quito - Club Sport Emelec - Club Deportivo El Nacional | - Centro Deportivo Olmedo - Promu de Série B - LDU Quito - Deportivo Cuenca - Club Social y Deportivo Macara - Promu de Série B - Club Deportivo Espoli |

## Compétition
Le barème de points utilisé pour déterminer les différents classements est le suivant :
- Victoire : 3 points
- Match nul : 1 point
- Défaite : 0 point

### Tournoi Ouverture

#### Classement
| Rang | Équipe                           | Pts | J  | G  | N | P  | Bp | Bc | Diff |
| ---- | -------------------------------- | --- | -- | -- | - | -- | -- | -- | ---- |
| 1    | Sociedad Deportiva Aucas         | 36  | 18 | 10 | 6 | 2  | 31 | 15 | +16  |
| 2    | LDU Quito T                      | 30  | 18 | 9  | 3 | 6  | 33 | 26 | +7   |
| 3    | Deportivo Cuenca                 | 29  | 18 | 8  | 5 | 5  | 21 | 15 | +6   |
| 4    | Club Sport Emelec                | 28  | 18 | 9  | 1 | 8  | 26 | 21 | +5   |
| 5    | Club Deportivo El Nacional       | 26  | 18 | 7  | 5 | 6  | 26 | 25 | +1   |
| 6    | Deportivo Quito                  | 25  | 18 | 7  | 4 | 7  | 28 | 32 | -4   |
| 7    | Centro Deportivo Olmedo P        | 24  | 18 | 6  | 6 | 6  | 23 | 23 | 0    |
| 8    | Barcelona Sporting Club          | 18  | 18 | 4  | 6 | 8  | 20 | 25 | -5   |
| 9    | Club Deportivo Espoli            | 17  | 18 | 3  | 8 | 7  | 14 | 23 | -9   |
| 10   | Club Social y Deportivo Macará P | 12  | 18 | 2  | 6 | 10 | 16 | 33 | -17  |

|  | Qualification pour la Copa Sudamericana 2004 et pour l'Hexagonal |
|  | Qualification pour l'Hexagonal                                   |
|  | T : Tenant du titre P : Promu de Série B                         |

- Les trois premiers reçoivent un bonus respectif de 2,1 et 0,5 point au démarrage de l'Hexagonal.

### Tournoi Clôture

#### Classement
| Rang | Équipe                           | Pts | J  | G  | N | P  | Bp | Bc | Diff |
| ---- | -------------------------------- | --- | -- | -- | - | -- | -- | -- | ---- |
| 1    | Barcelona Sporting Club          | 34  | 18 | 10 | 4 | 4  | 36 | 22 | +14  |
| 2    | Centro Deportivo Olmedo P        | 31  | 18 | 8  | 7 | 3  | 34 | 25 | +9   |
| 3    | Club Deportivo El Nacional       | 31  | 18 | 9  | 4 | 5  | 21 | 17 | +4   |
| 4    | Deportivo Quito                  | 30  | 18 | 8  | 6 | 4  | 37 | 26 | +11  |
| 5    | Deportivo Cuenca                 | 28  | 18 | 8  | 4 | 6  | 24 | 21 | +3   |
| 6    | Sociedad Deportiva Aucas         | 26  | 18 | 7  | 5 | 6  | 22 | 20 | +2   |
| 7    | Club Sport Emelec                | 22  | 18 | 5  | 7 | 6  | 27 | 33 | -6   |
| 8    | LDU Quito T                      | 20  | 18 | 6  | 2 | 10 | 23 | 27 | -4   |
| 9    | Club Social y Deportivo Macará P | 15  | 18 | 3  | 6 | 9  | 17 | 32 | -15  |
| 10   | Club Deportivo Espoli            | 9   | 18 | 2  | 3 | 13 | 15 | 33 | -18  |

|  | Qualification pour l'Hexagonal           |
|  | T : Tenant du titre P : Promu de Série B |

- Les trois premiers reçoivent un bonus respectif de 2,1 et 0,5 point au démarrage de l'Hexagonal.

### Classement cumulé
Un classement cumulé des résultats obtenus lors des deux tournois permet de déterminer les deux équipes reléguées à l'issue de la saison.
| Rang | Équipe                           | Pts | J  | G  | N  | P  | Bp | Bc | Diff |
| ---- | -------------------------------- | --- | -- | -- | -- | -- | -- | -- | ---- |
| 1    | Sociedad Deportiva Aucas         | 62  | 36 | 17 | 11 | 8  | 53 | 35 | +18  |
| 2    | Deportivo Cuenca                 | 57  | 36 | 16 | 9  | 11 | 45 | 36 | +9   |
| 3    | Club Deportivo El Nacional       | 57  | 36 | 16 | 9  | 11 | 47 | 42 | +5   |
| 4    | Centro Deportivo Olmedo P        | 55  | 36 | 14 | 13 | 9  | 57 | 48 | +9   |
| 5    | Deportivo Quito                  | 55  | 36 | 15 | 10 | 11 | 65 | 58 | +7   |
| 6    | Barcelona Sporting Club          | 52  | 36 | 14 | 10 | 12 | 56 | 47 | +9   |
| 7    | LDU Quito T                      | 50  | 36 | 15 | 5  | 16 | 56 | 53 | +3   |
| 8    | Club Sport Emelec                | 50  | 36 | 14 | 8  | 14 | 53 | 54 | -1   |
| 9    | Club Social y Deportivo Macará P | 27  | 36 | 5  | 12 | 19 | 33 | 65 | -32  |
| 10   | Club Deportivo Espoli            | 26  | 36 | 5  | 11 | 20 | 29 | 56 | -27  |

|  | Qualification assurée pour l'Hexagonal   |
|  | Relégation directe en Série B            |
|  | T : Tenant du titre P : Promu de Série B |

### Phase finale

#### Hexagonal
| Rang | Équipe                          | Pts  | J  | G | N | P | Bp | Bc | Diff |
| ---- | ------------------------------- | ---- | -- | - | - | - | -- | -- | ---- |
| 1    | Deportivo Cuenca +0.5           | 19.5 | 10 | 6 | 1 | 3 | 16 | 13 | +3   |
| 2    | Centro Deportivo Olmedo +1 P    | 19   | 10 | 6 | 0 | 4 | 16 | 14 | +2   |
| 3    | LDU Quito +1 T                  | 18   | 10 | 5 | 2 | 3 | 13 | 9  | +4   |
| 4    | Club Deportivo El Nacional +0.5 | 15.5 | 10 | 4 | 3 | 3 | 17 | 16 | +1   |
| 5    | Barcelona Sporting Club +2      | 13   | 10 | 3 | 2 | 5 | 14 | 16 | -2   |
| 6    | Sociedad Deportiva Aucas +2     | 7    | 10 | 1 | 2 | 7 | 11 | 19 | -8   |

|  | Qualification pour la Copa Libertadores 2005                         |
|  | Qualification pour le tour préliminaire de la Copa Libertadores 2005 |
|  | T : Tenant du titre P : Promu de Série B                             |

## Bilan de la saison
| Championnat d'Équateur de football 2004 |                                |
| Champion                                | Deportivo Cuenca (1er titre)   |
| Qualifications continentales            |                                |
| Copa Libertadores 2005                  | Deportivo Cuenca               |
| Copa Libertadores 2005                  | Centro Deportivo Olmedo        |
| Copa Libertadores 2005                  | LDU Quito (tour préliminaire)  |
| Copa Sudamericana 2004                  | Sociedad Deportiva Aucas       |
| Copa Sudamericana 2004                  | LDU Quito                      |
| Promotions et relégations               |                                |
| Promus en Série A                       | Deportivo Quevedo              |
| Promus en Série A                       | LDU Loja                       |
| Relégués en Série B                     | Club Social y Deportivo Macara |
| Relégués en Série B                     | Club Deportivo Espoli          |